# Comuna Dobronadiivka, Oleksandria
Dobronadiivka (în ucraineană Добронадіївка) este o comună în raionul Oleksandria, regiunea Kirovohrad, Ucraina, formată din satele Dobronadiivka (reședința), Katerînivka, Lenino-Druhe, Zelenîi Barvinok, Zelenîi Hai și Zrazkove.

## Demografie
Componența lingvistică a comunei Dobronadiivka
     Ucraineană (95,05%)
     Rusă (3,95%)
     Alte limbi (0,58%)
Conform recensământului din 2001, majoritatea populației comunei Dobronadiivka era vorbitoare de ucraineană (95,05%), existând în minoritate și vorbitori de rusă (3,95%).